# Xilxes
Xilxes, en valencien, ou Chilches, en castillan (dénomination officielle bilingue depuis le 20 novembre 2001,), est une commune d'Espagne de la province de Castellón dans la Communauté valencienne. Elle est située dans la comarque de Plana Baixa et dans la zone à prédominance linguistique valencienne.

## Sites et monuments

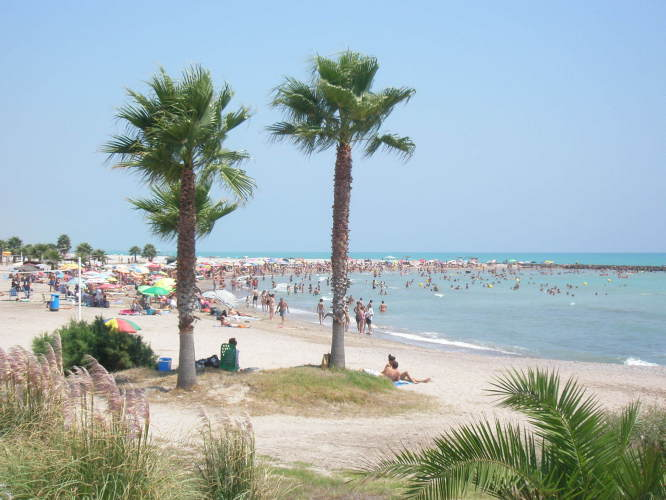
La plage de Xilxes

## Géographie

Localisation de Xilxes
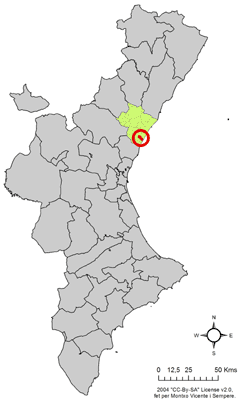
dans la Communauté valencienne.
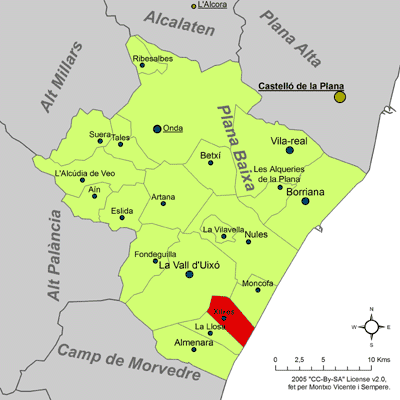
dans la comarque de Plana Baixa.